# Biurowiec Maris w Szczecinie
Biurowiec Maris – szczeciński budynek biurowy klasy A, zlokalizowany na narożniku placu Hołdu Pruskiego i ulicy Małopolskiej, na terenie osiedla Centrum, w dzielnicy Śródmieście.

## Historia
Biurowiec wzniesiono w latach 2004–2006 zgodnie z projektem firmy Projektowanie Architektoniczne Archigrupa. Powstał w miejscu kamienic zniszczonych w czasie bombardowań Szczecina.

## Opis
Maris to ośmiokondygnacyjny, narożny budynek biurowy o trzech piętrach podziemnych i pięciu nadziemnych. Bryła składa się z dwóch skrzydeł bocznych złączonych narożnikiem w kształcie rotundy. Elewacja jest w całości obłożona ciemnymi płytami granitowymi. Fasada od strony placu Hołdu Pruskiego jest 13-osiowa, a od strony ulicy Małopolskiej 22-osiowa. Narożnik budynku jest o jedną kondygnację wyższy od bocznych skrzydeł. Na dachu narożnika znajdują się maszty flagowe. Piętra podziemne mieszczą parking na 119 samochodów. Parter biurowca zajmują powierzchnie handlowe, a na wyższych piętrach zlokalizowane są biura. Część pomieszczeń zajmują Biuro Promocji oraz Wydział Infrastruktury i Transportu Urzędu Marszałkowskiego Województwa Zachodniopomorskiego.